# Edsilia Rombley
Edsilia Francisca Rombley, född 13 februari 1978 i Amsterdam, är en nederländsk sångerska och programledare. Hon medverkade i Eurovision Song Contest 1998 i Birmingham, där hon framförde bidraget Hemel En Aarde och slutade på en fjärdeplats. I 2007 års tävling representerade hon åter sitt land med On Top Of The World, men lyckades inte ta sig vidare från semifinalen. I den nederländska uttagningen framfördes låten på holländska och hette då Nooit meer zonder jou.
Rombley kommer att vara en av programledarna för Eurovision Song Contest 2021 i Rotterdam tillsammans med Chantal Janzen, Jan Smit och Nikkie de Jager.